# Orogenesi est africana

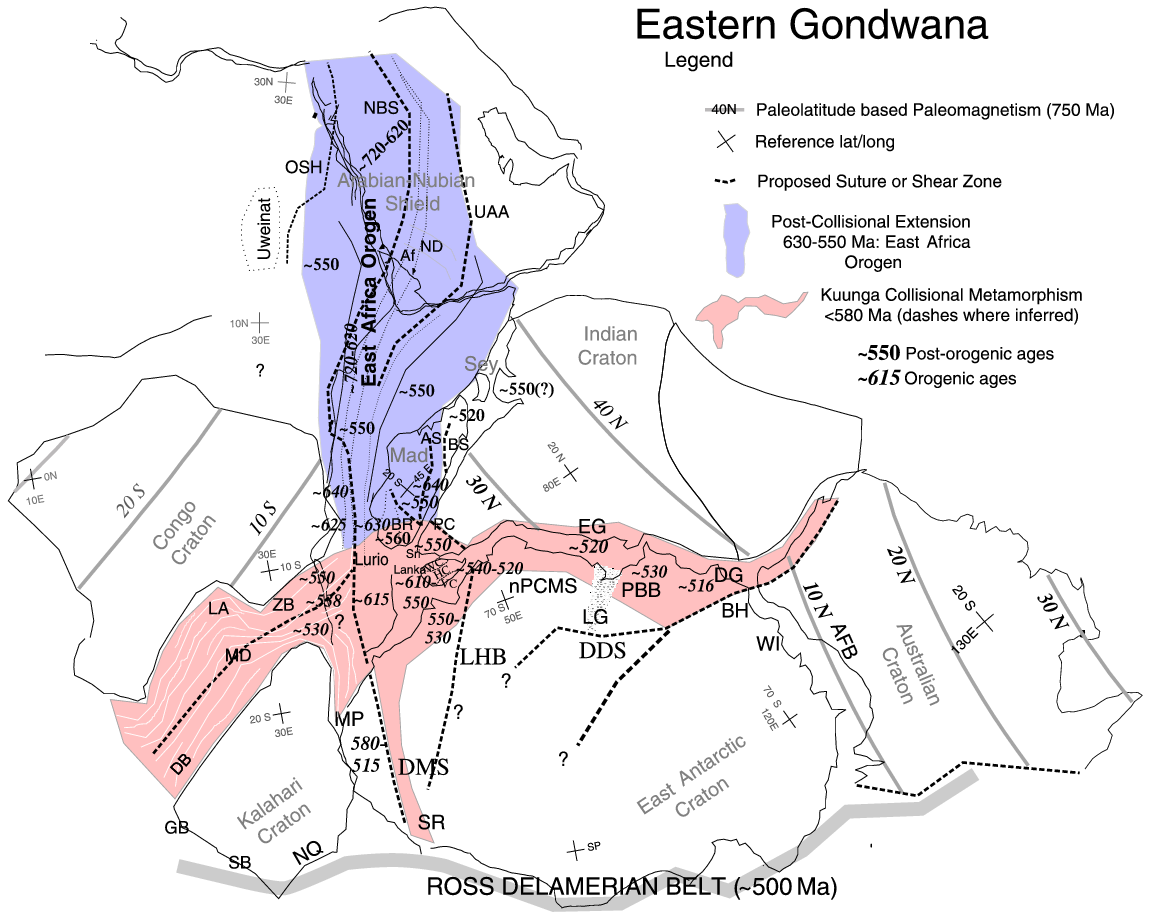
Metamorfismo collisionale dell'orogenesi Kuunga tra 570 a 530 milioni di anni fa in rosso; estensione post collisionale dell'orogenesi est africana tra 620 e 550 milioni di anni fa in blu.

L’orogenesi est africana è un episodio di orogenesi risalente al Neoproterozoico che fa parte dell'orogenesi dell'Africa orientale.
L'orogenesi si sviluppò a partire da un processo accrezionario che coinvolse l'amalgamazione di archi e sfociò in un'orogenesi collisionale quando il continente neoproterozoico Azania entrò in collisione con il blocco Congo-Tanzania-Bangweulu circa 640 milioni di anni fa.
L'orogenesi est africana è il primo dei due processi orogenetici susseguitisi nell'Africa dell'Est e fu seguito tra l'Ediacarano e il Cambriano dall'orogenesi Kuunga.
L'orogenesi est africana diede luogo alla formazione di un'enorme catena montuosa, nota come Transgondwanan Supermountain, lunga più di 8000 km e larga 1000 km. La deposizione sedimentaria proveniente da questa catena montuosa, nota come superconoide del Gondwana, superava il 1.000.000 km3 (in grado di ricoprire l'intero territorio degli USA con uno spessore di 10 km di sedimenti), durò per 260 milioni di anni e coincise con l'esplosione cambriana, la grande radiazione di specie viventi avvenuta circa 550 milioni di anni fa. Questa enorme deposizione sedimentaria senza precedenti, contribuì all'evoluzione delle prime specie viventi.